# Daiotyla crassa
Daiotyla crassa är en orkidéart som först beskrevs av Robert Louis Dressler, och fick sitt nu gällande namn av Robert Louis Dressler. Daiotyla crassa ingår i släktet Daiotyla, och familjen orkidéer.
Artens utbredningsområde är Panamá. Inga underarter finns listade i Catalogue of Life.